# Edmond Polynice
Edmond Sylvestre Polynice, né le 21 janvier 1855[réf. nécessaire] et mort après 1915, est un militaire et homme politique haïtien qui est à trois reprises président de la République par intérim : du 27 janvier au 8 février 1914, du 29 octobre au 6 novembre 1914 et du 27 juillet au 11 août 1915. 

## Biographie
À la suite de la démission le 27 janvier 1914 du président Michel Oreste en raison d'une insurrection populaire, un comité civilo-militaire fut chargé d'assurer l'ordre après son départ; c'est le Comité de Salut public mené par Edmond Polynice qui dirige le pays jusqu'au 8 février 1914 et l'élection de Oreste Zamor, un ancien commandant militaire du département de l'Artibonite, qui triompha facilement de ses rivaux du Nord.
À la suite du départ du président Oreste Zamor, Polynice préside à nouveau l'intérim du 29 octobre 1914 au 6 novembre 1914. Ce comité est remplacé par Joseph Davilmar Théodore qui accède à la présidence. 
Le 26 juillet 1915, un groupe lourdement armé de 52 confédérés, menés par Charles de Delva et Ermane Robin, attaque le Palais national. Vilbrun Guillaume Sam gagne la Mission Diplomatique de France. Le général Charles Oscar Etienne, fidèle à Vilbrun Guillaume Sam, fait massacrer les prisonniers politiques ; 168 détenus sont tués ce matin. Edmond Polynice perd trois fils (Sylvestre, Maurice et René) au cours de ce massacre. Dans l'après-midi, Polynice se rend au consulat dominicain, ou s'est réfugié Charles Oscar Etienne, et le tue sur le champ. Le corps d'Etienne est ensuite traîné dans les rues par le peuple de Port-au-Prince. 

## Sources
1. ↑  Massacre à la prison de Port-au-Prince